# 聖佩德羅縣 (胡胡伊省)

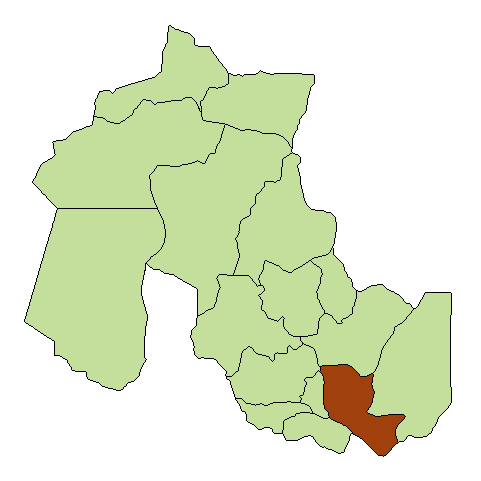

24°13′55″S 64°52′7″W / 24.23194°S 64.86861°W
聖佩德羅縣（西班牙語：Departamento San Pedro），是阿根廷的縣份，位於該國西北部胡胡伊省，首府設於聖佩德羅德胡胡伊，面積2,150平方公里，2010年人口75,037，人口密度每平方公里34.9人。